# Istituto nazionale per la salute pubblica e l'ambiente

Logo - english variant

L'Istituto nazionale per la salute pubblica e l'ambiente (in olandese: Rijksinstituut voor Volksgezondheid en Milieu; RIVM) è un istituto di ricerca olandese dipendente dal Ministero della salute, del benessere e dello sport e volto a promuovere la sanità pubblica e l'ambiente.